# Котюков, Михаил Михайлович
Михаи́л Миха́йлович Котюко́в (род. 21 декабря 1976, Красноярск) — российский политический и государственный деятель. Действующий губернатор Красноярского края с 19 сентября 2023. Член Высшего совета политической партии «Единая Россия». 23 ноября 2023 года избран секретарем Красноярского регионального отделения партии «Единая Россия». Член президиума Государственного Совета России с декабря  2023 года.
Министр науки и высшего образования Российской Федерации (2018—2020). Руководитель Федерального агентства научных организаций (2013—2018).

## Биография
Родился 21 декабря 1976 года в городе Красноярске.
В 1999 году с отличием окончил экономический факультет Красноярского государственного университета по специальности «финансы и кредит». При этом, с 1997 года работал в главном финансовом управлении администрации Красноярского края главным экономистом кредитного отдела, затем начальником контрольно-ревизионного отдела.
С 2001 года — начальник финансового отдела ОАО «Красноярскагропромдорстрой».
С 2002 года — главный специалист, начальник отдела инвестиционных ресурсов и экологии администрации Красноярска.
С 2003 года — в администрации Красноярского края, был заместителем начальника главного финансового управления, а затем первым заместителем главы департамента финансов.
В марте—июле 2007 года занимал пост проректора по экономике и финансам Сибирского федерального университета.
В июле 2007 года назначен заместителем губернатора Александра Хлопонина — главой департамента финансов Красноярского края.
С июля 2008 года — министр финансов, с декабря одновременно заместитель председателя правительства Красноярского края.

### В федеральном правительстве
В апреле 2010 года возглавил департамент бюджетной политики в отраслях социальной сферы и науки Министерства финансов Российской Федерации.
13 июня 2012 года назначен заместителем министра финансов Российской Федерации Антона Силуанова. На этом посту занимался вопросами финансирования социального сектора, включая науку. Входил в наблюдательный совет государственной корпорации «Олимпстрой», являлся членом экспертной группы по проведению реформы пенсионной системы в рамках Стратегии 2020.
С августа 2012 года — член комиссий при президенте РФ по делам инвалидов и ветеранов. Тогда же был включён в состав президентского резерва управленческих кадров.
25 октября 2013 года председатель Правительства Дмитрий Медведев освободил Котюкова от должности замминистра финансов и назначил руководителем Федерального агентства научных организаций (ФАНО), созданного в рамках реформы РАН.
18 мая 2018 года Указом Президента Российской Федерации был назначен Министром науки и высшего образования Российской Федерации.
8 декабря 2018 года, на основании решения, принятого делегатами XVIII съезда политической партии «Единая Россия», Михаил Котюков был введён в состав Высшего совета партии.
15 января 2020 года был отправлен в отставку с поста Министра науки и высшего образования вместе со всем правительством, что стало для него неожиданным.
4 марта 2020 года был вновь назначен заместителем министра финансов в правительстве под руководством Михаила Мишустина.

### Глава Красноярского края
20 апреля 2023 года был назначен временно исполняющим обязанности губернатора Красноярского края, сменив ушедшего в отставку Александра Усса. В сентябре 2023 года был избран губернатором Красноярского края, набрав 70,22 % голосов, 19 сентября официально вступил в должность.
В декабре 2023 года был включен в состав обновленного Государственного Совета и вошёл в его президиум, соответствующий указ подписал президент России Владимир Путин.
2 июля 2024 года Михаила Котюкова выбрали председателем Совета Межрегиональной ассоциации экономического взаимодействия субъектов РФ «Сибирское соглашение» (МАСС).
19 августа 2024 года Владимир Путин включил Михаила Котюкова в Совет по науке и образованию при президенте Российской Федерации.
В сентябре 2024 года включён в комиссию по координации и оценке эффективности деятельности исполнительных органов субъектов РФ.

## Награды и премии
- 2011 — Благодарность Президента Российской Федерации, за активную работу по реализации поставленных Президентом Российской Федерации задач, направленных на повышение эффективности предоставления государственных и муниципальных услуг[11]
- 2012 — Медаль ордена «За заслуги перед Отечеством» II степени, за заслуги в области экономики, финансовой деятельности и многолетнюю добросовестную работу[12]
- 2014 — Благодарность Президента Российской Федерации, за заслуги в развитии физической культуры и спорта[13]
- 2014 — Орден Дружбы[источник не указан 43 дня]
- 2022 — Медаль ордена «За заслуги перед Отечеством» I степени[источник не указан 43 дня]
- 2024 — Высшая юридическая премия «Фемида» в номинации «Государственное управление»[источник не указан 43 дня]

## Санкции
С 19 октября 2022 года находится под персональными санкциями Украины.

## Семья
Женат, воспитывает четырёх детей. По состоянию на 2023 год старший сын — студент, дочь учится в школе, младшие сыновья — дошкольники.

## Доходы
Декларированные годовые доходы в рублях РФ:
- 2010 — 5 946 341
- 2011 — 26 977 467
- 2012 — 13 900 000[17]
- 2016 — 14 207 000[2]
- 2023 — 26 304 000